# Nissan S-Cargo

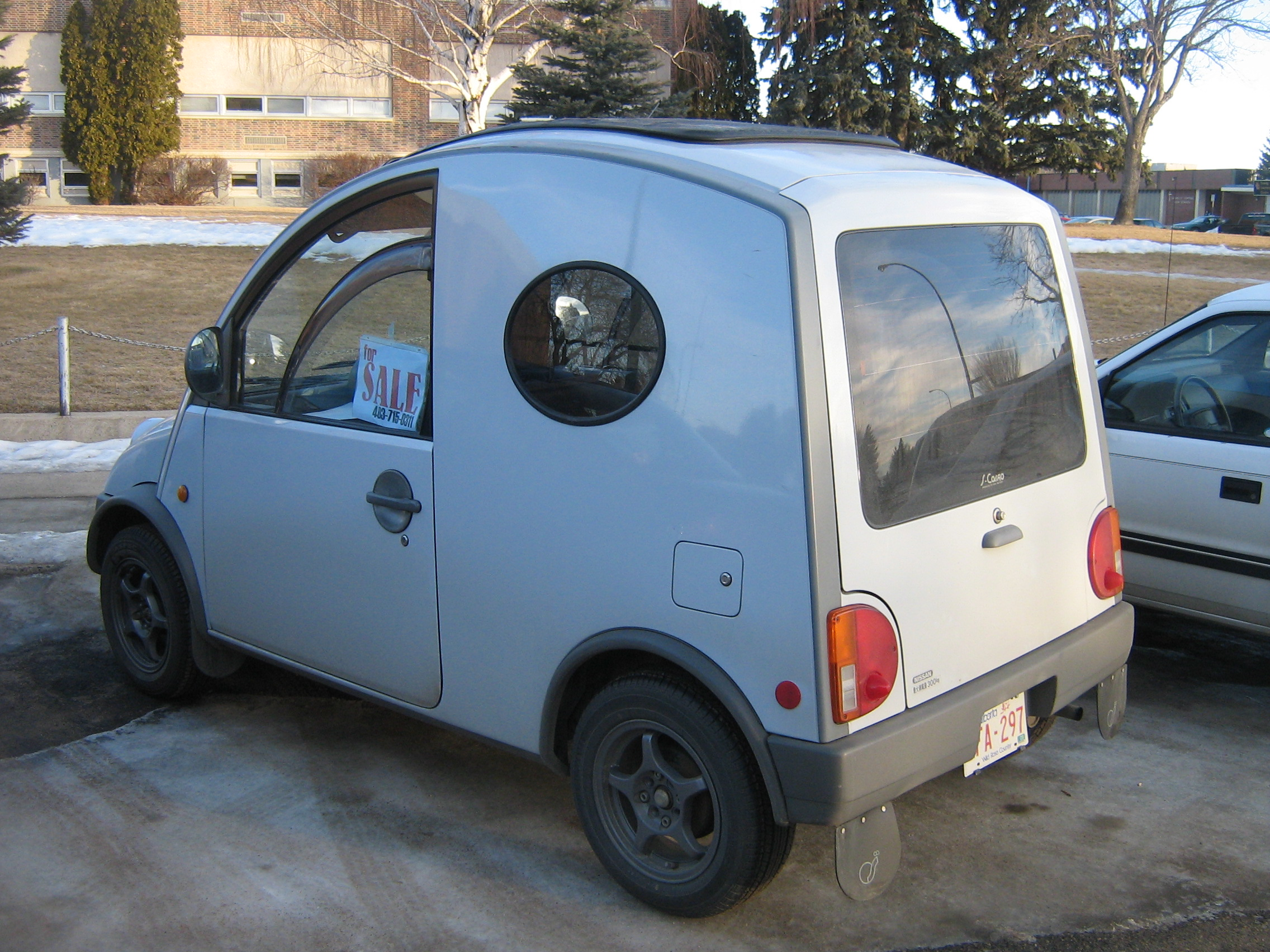
Вид сзади

Nissan S-Cargo — ретростилизованный малотоннажный грузовой автомобиль, выпускавшийся японским автопроизводителем Nissan с 1989 по 1991 год.

## Описание
Впервые S-Cargo был представлен в 1989 году на Токийском автосалоне. При разработке дизайна экстерьера компания опиралась на Citroën 2CV, а при проектировании дизайна интерьера было позаимствовано односпицевое рулевое колесо в стиле Citroen.
Название S-Cargo произошло от французского слова эскарго, что означает улитку. Это же слово стало названием французской модели Citroën 2CV.
За два года производства было выпущено 8000 автомобилей. В 2011 году известный дизайнерский критик Фил Паттон, пишущий для New York Times, назвал автомобили S-Cargo «вершиной постмодернизма» и «откровенным ретро», беспорядочно сочетающим элементы Citroën 2CV, Mini и Fiat 500.

## Технические характеристики
Nissan S-Cargo оснащён четырёхцилиндровым бензиновым двигателем E15S объёмом 1,5 литра, который сочетался в паре с трёхступенчатой автоматической трансмиссией. Оснащённый кондиционером, автомобиль выпускался на базе Nissan Sunny B11. На каждой боковой панели фургона установлены портальные окна овальной формы, а на крыше установлен брезентовый люк.